# Піппа Гейвуд
Філіппа «Піппа» Гейвуд (англ. Philippa «Pippa» Haywood; нар. 6 травня 1961, Гатфілд, Гартфордшир, Англія, Велика Британія) — англійська акторка, володарка премії «Золота троянда» 2005 року за роль Джоанн Клор у телесеріалі «Зелене крило».

## Життєпис
Піппа Гейвуд народилася 6 травня 1961 року в місті Гатфілд, графство Гартфордшир, Англія. Закінчила Брістольську театральну школу.

## Особисте життя
Піппа Гейвуд перебуває у шлюбі з актором Малькольмом Ньюберрі. Вони побралисяу 1991 році.У подружжя є двоє доньок: Молі та Емі.

## Фільмографія
| Рік       |   | Українська назва                     | Оригінальна назва               | Роль                                          |
| --------- | - | ------------------------------------ | ------------------------------- | --------------------------------------------- |
| 2020      | ф | Супернова                            | Supernova                       | Лілі                                          |
| 2018      | с | Аґата Рейзін                         | Agatha Raisin                   | Ґрейс Лансінґ                                 |
| 2018      | с | Тілоохоронець                        | Bodyguard                       | Лорейн Креддок                                |
| 2018      | с | Реквієм                              | Requiem                         | Вериті Сатлов                                 |
| 2018      | ф | Погана Пенні                         | A Bad Penny                     | Ненсі                                         |
| 2018      | с | Злочин у раю                         | Death in Paradise               | Шарлота Гамільтон                             |
| 2017      | с | Генріх IX                            | Henry IX                        | прем'єр-міністр Ґвен Окслад                   |
| 2016      | с | Суто англійські вбивства             | Midsomer Murders                | Андреа Крейвен                                |
| 2016      | ф | Гордість і упередження і зомбі       | Pride and Prejudice and Zombies | місіс Лонґ                                    |
| 2015      | с | Мовчазний свідок                     | Silent Witness                  | Джастін Ґрінвуд                               |
| 2014      | с | Мепп і Люсія                         | Mapp and Lucia                  | місіс Вайз                                    |
| 2014      | с | Незаперечний                         | Undeniable                      | Елісон Голл                                   |
| 2013      | с | Мунфліт                              | Moonfleet                       | Лідія                                         |
| 2013      | с | Містер Селфрідж                      | Mr Selfridge                    | Міс Бантінґ                                   |
| 2013      | с | Подих                                | Breathless                      | Валері Смолвуд                                |
| 2012      | ф | Вісім хвилин байдикування            | 8 Minutes Idle                  | Кеті                                          |
| 2012—2013 | с | Дружини в'язнів                      | Prisoners' Wives                | Гаррієт Елісон                                |
| 2012—2016 | с | Скотт та Бейлі                       | Scott & Bailey                  | Джулі Додсон, детектив-суперінтендант         |
| 2010      | ф | Тамара і секс                        | Tamara Drewe                    | Тесс                                          |
| 2010      | с | Готель Труббл                        | Hotel Trubble                   | місіс Бізлі                                   |
| 2009      | с | Королівство                          | Kingdom                         | місіс Андерсон                                |
| 2008      | с | Не ті двері                          | The Wrong Door                  | Леді Лібідо                                   |
| 2008      | с | Пуаро Агати Крісті                   | Agatha Christie's Poirot        | Місіс Апджон                                  |
| 2008      | с | Льюїс                                | Lewis                           | Вероніка Ґрей                                 |
| 2007      | с | Міс Марпл Агати Крісті               | Agatha Christie's Marple        | місіс Прайс                                   |
| 2007      | с | Нові хитрощі                         | New Tricks                      | Джекі Смайл                                   |
| 2007      | с | Страх, стрес та гнів                 | Fear, Stress & Anger            | Джулі Чедвік                                  |
| 2007      | с | Таємний щоденник дівчини за викликом | Secret Diary of a Call Girl     | Джулія Джонс                                  |
| 2004      | ф | Якщо тільки                          | If Only                         | Лавінія                                       |
| 2004—2006 | с | «Зелене крило»                       | Green Wing                      | Джоанн Клор                                   |
| 2001      | с | Офісні плітки                        | Office Gossip                   | Максін Веллс                                  |
| 2000      | с | Моя сім'я                            | My Family                       | Дорін                                         |
| 2000      | с | Делзіл та Пескоу                     | Dalziel and Pascoe              | Ребекка Феннінґ                               |
| 2000      | с | Голбі-Сіті                           | Holby City                      | Сіан Вулдрідж                                 |
| 2000      | с | Майк і Анджело                       | Mike and Angelo                 | Тіара Тікертон-Планк                          |
| 1998      | с | Роджер, Роджер                       | Roger Roger                     | Гелен Джексон                                 |
| 1998      | с | На добраніч, кохана                  | Goodnight Sweetheart            | '                                             |
| 1998      | с | Джонатан Крік                        | Jonathan Creek                  | Лорна Клайторн                                |
| 1998—2009 | с | Закон                                | The Bill                        | Селія Барретт / Труді Вінсент / Шафран Джеймс |
| 1997      | с | Однокласники                         | Grown Ups                       | Клер                                          |
| 1994      | с | Мисливці за головами                 | Headhunters                     | Антонія Воткінс                               |
| 1992      | с | Будинок Еліотта                      | The House of Eliott             | Клара Роадс                                   |
| 1991—1997 | с | Імперія Бриттів                      | The Brittas Empire              | Гелен Бріттас                                 |
| 1991      | с | Химера                               | Chimera                         | Діана Румер                                   |
| 1990      | с | Лондонська вовчиця                   | She-Wolf of London              | Бетті Бідлз                                   |
| 1989      | с | Столиця                              | Capital City (TV series)        | Ліз Ермітадж                                  |
| 1989      | с | Бун                                  | Boon                            | Домінік                                       |
| 1988      | с | Повернення Шеллі                     | The Return of Shelley           | Голл                                          |
| 1988      | с | Одна гра                             | The One Game                    | Дженні Торн                                   |
| 1987      | с | Додому Джеймс!                       | Home James!                     | Фіона                                         |